# Lamina (Geologie)

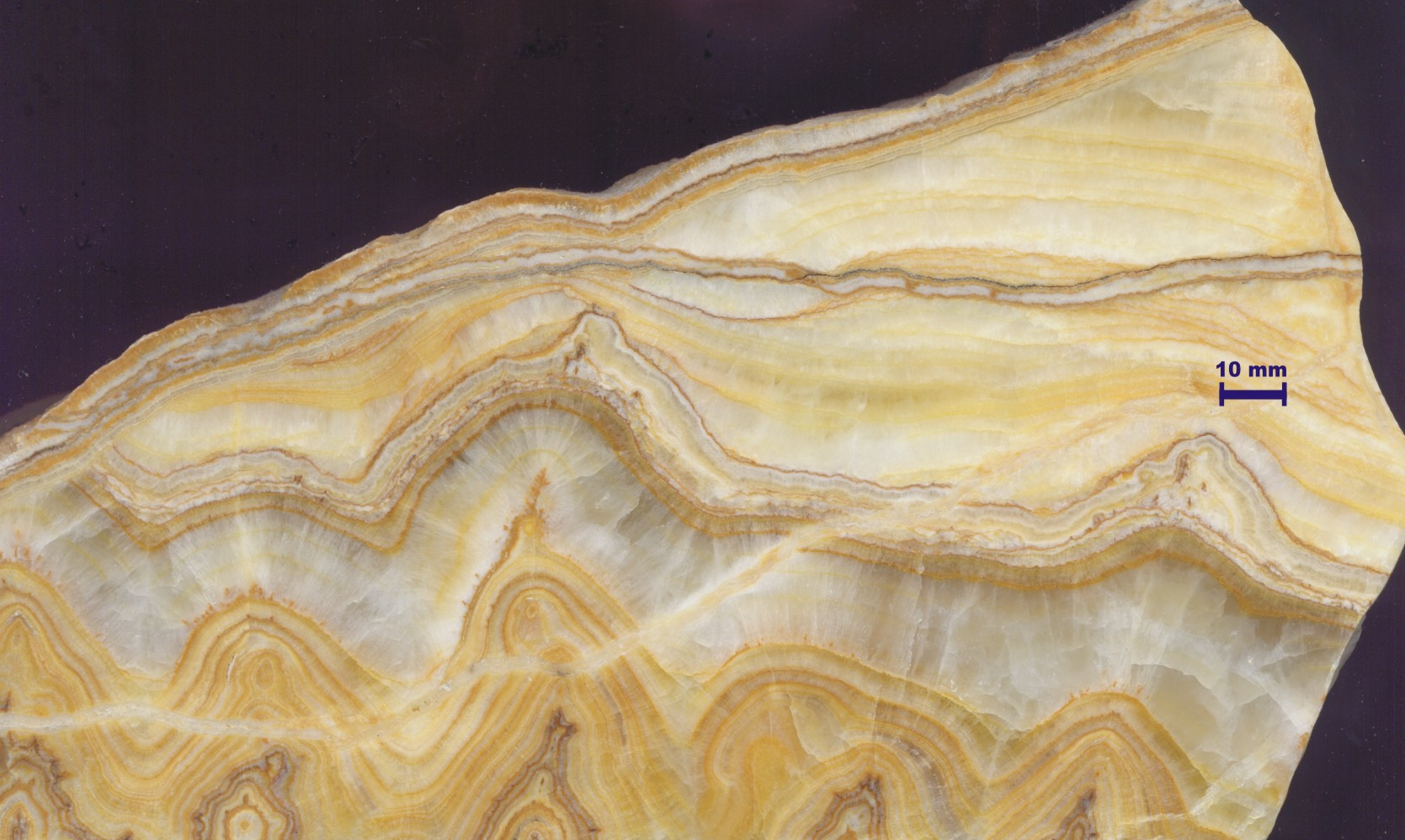
Deformiertes Laminationsgefüge eines Sinterkalkes

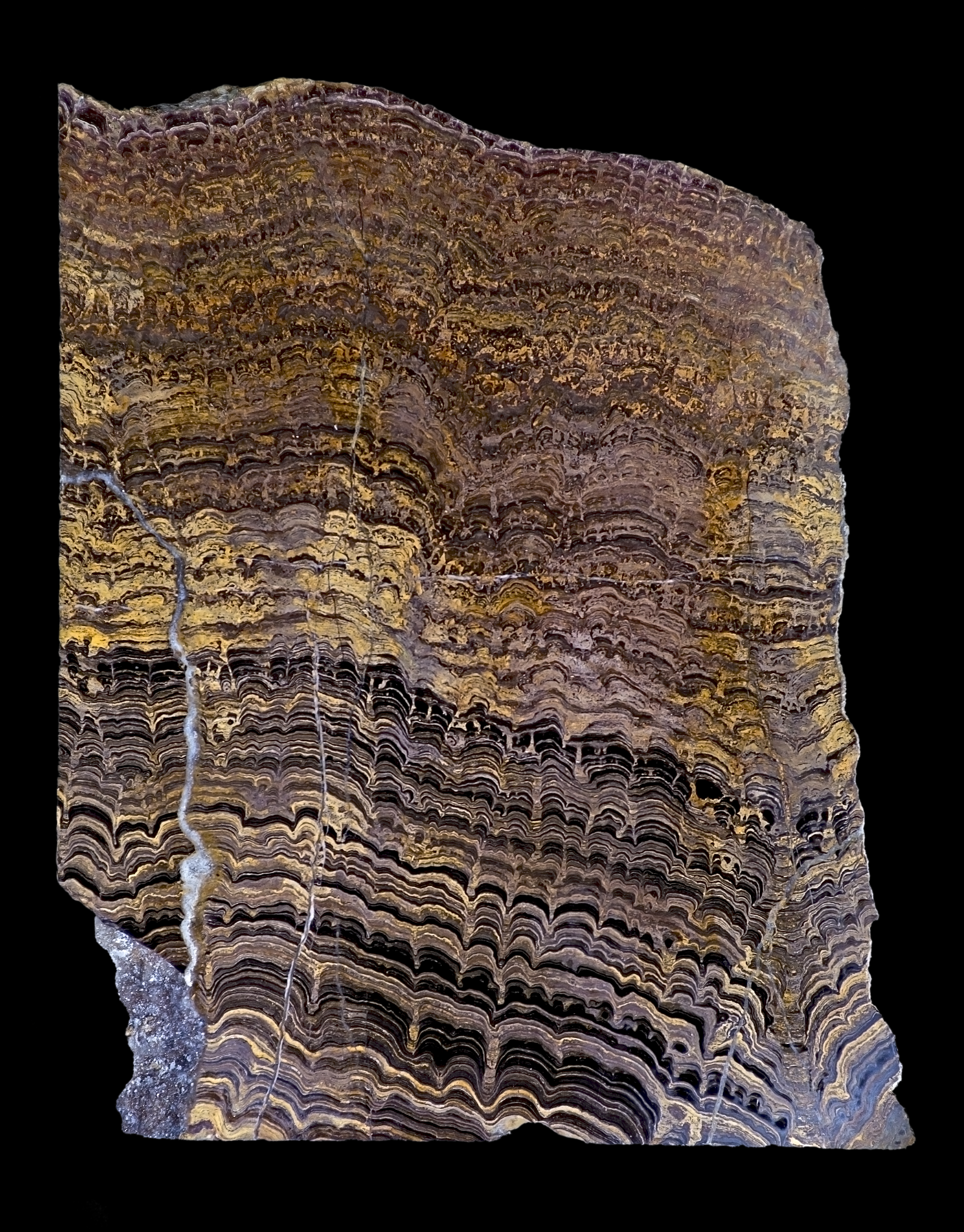
Biogene Lamination von Stromatolithen

Lamina (aus dem Lateinischen lamina = Platte, Scheibe; Plural: Laminae) ist in der Geologie ein Merkmal von lagig aufgebauten Sedimentgefügen. Der Begriff beschreibt die kleinste Einheit – eine helle oder dunkle Einzellage – eines Laminits.
Ein Laminit ist ein in dünnen Schichten abgelagertes Sediment, dessen Bezeichnung sich auf das prägende Gefügemerkmal bezieht. Ein Beispiel für diese Ablagerungform sind Warven.
Ist eine Gesteinssequenz in dieser Weise aufgebaut, so wird sie als „laminiert“ bezeichnet. „Lamination“ oder „Laminierung“ sind Bezeichnungen für den Prozess, der zur Bildung eines Laminits führt. Weitere Erläuterungen zur Bildungsweise unter Warve.

## Stärke
Als Laminae sind Einzellagen definiert, die eine Stärke von unter 1 cm aufweisen, zumeist aber deutlich dünner sind (unter 0,1 mm bis 1 mm); bei Schichten über 1 cm spricht man von einer Bank.

## Typen
Die Laminationstypen nach ihrer Entstehung (klastisch, organogen und evaporitisch) sind Varianten dieses Gefügebildes. Ihnen gemeinsam ist die Feinkörnigkeit des Sediments.

Laminationsgefüge in verschiedenen Gesteinen
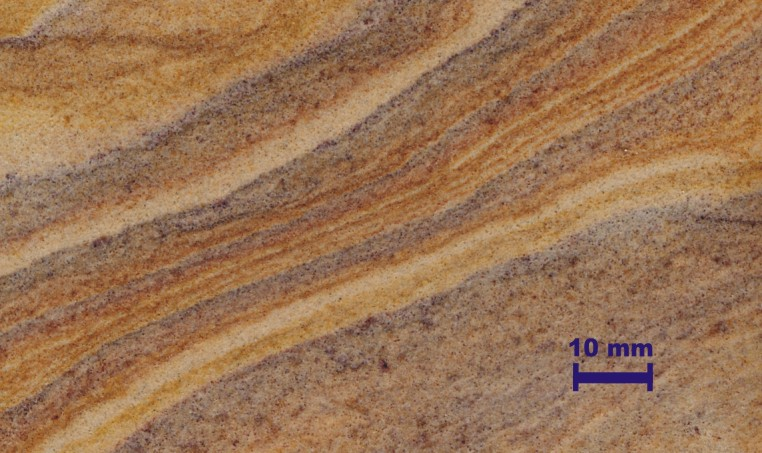
Laminationsgefüge (klastisch) in einem Sandstein
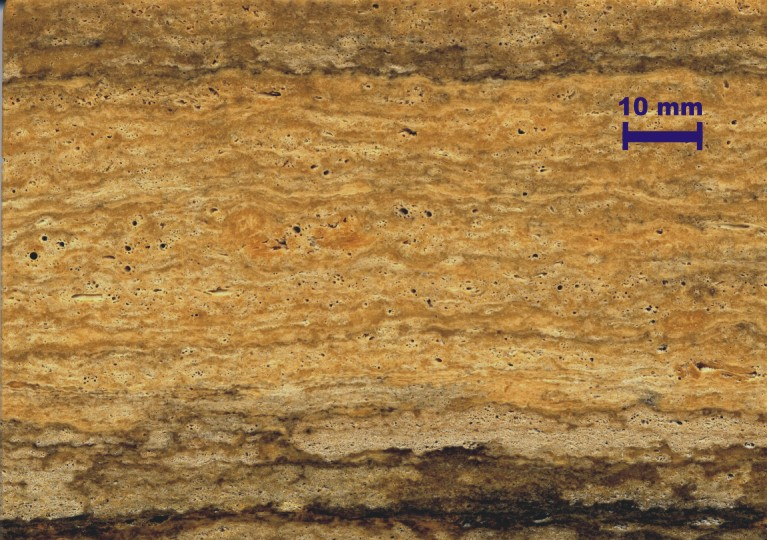
Laminationsgefüge (evaporitisch) in einem Travertin
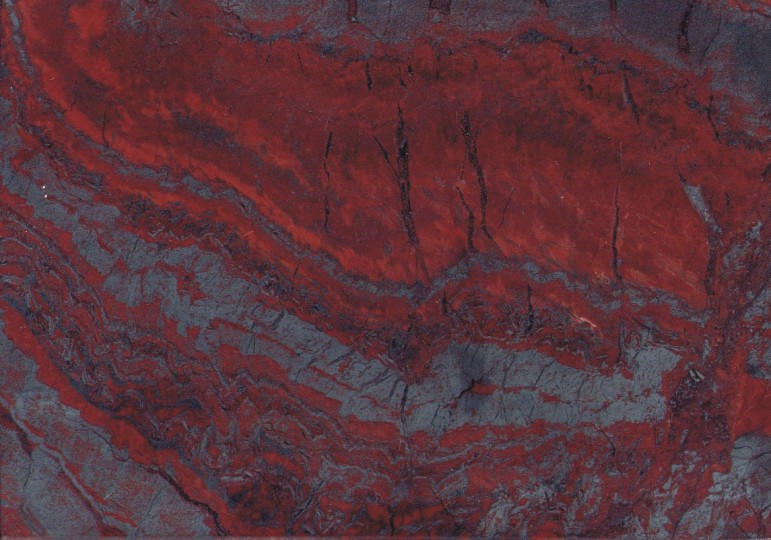
Typus deformierte Lamination in einem Itabirit

## Entstehung
Laminite entstehen in stehenden oder langsam fließenden Gewässern – das Fließen in parallelen Strombändern (äquidistante Bahnen) wird als „laminares Fließen“ bezeichnet –, können sich aber auch in bestimmten Phasen bei Lava- und Schlammflüssen bilden.